# Witbuikfregatvogel
De witbuikfregatvogel (Fregata andrewsi) is een zeevogel uit de familie van de fregatvogels (Fregatidae). Het is een ernstig bedreigde vogelsoort die alleen op Christmaseiland broedt. Deze vogel is genoemd naar de Britse paleontoloog Charles William Andrews (1866-1924) die enige tijd op Christmaseiland onderzoek heeft gedaan..

## Kenmerken
De witbuikfregatvogel is gemiddeld 89 tot 100 cm lang. Mannetjes zijn zwart van boven en hebben een helderrode keelzak. Wanneer de zon weerkaatst op de veren lijken ze groene glans te hebben op de rug. Op de buikzijde is het mannetje wit, en daarmee is het de enige fregatvogel waarbij volwassen mannetjes wit van onderen zijn. Vrouwtjes zijn zwart en ook de kop en de keel zijn zwart. Verder zijn de poten zwart en de snavel van volwassen vogels is ook donker.

## Verspreiding en leefgebied
De vogel is endemisch op Christmaseiland, een eiland in de Indische Oceaan, 350 kilometer ten zuiden van Java. De vogel nestelt daar in kleine gebieden op minder dan 200 meter hoogte in grote bomen die behoren tot de soorten Terminalia catappa en Celtis timorensis.
De vogel onderneemt grote zwerftochten in het zeegebied van de Indische Archipel en is meer een predator van aan het zee-oppervlak voorkomende vissen zoals vliegende vissen, dan dat hij kleptoparasitisme bedrijft. Rond Borneo is het – ondanks de status van kwetsbare vogelsoort – de op een na meest algemene vogel die rond het eiland wordt gezien. Het kan zijn dat de aantallen door determinatieproblemen nog onderschat worden.

## Status
Ooit bestond er een grote kolonie van deze vogels. In 1946 ging 25% van het areaal verloren door fosfaatwinning en er anno 2011 waren er plannen om meer bos te kappen voor de fosfaatwinning. Volgens schattingen uit 2012 bestond de kolonie uit 2400 tot 5000 volwassen vogels.
De broedbomen worden bedreigd door ecologische veranderingen op het eiland die veroorzaakt worden door de introductie van de invasieve hazewindmier (Anoplolepis gracilipes), waardoor op den duur het bos waarin de vogels nestelen verloren kan gaan. Op de korte termijn vormen de langelijnvisserij, overbevissing, verstoring door jacht en het rooien van bos de grootste bedreigingen. Om deze redenen staat de witbuikfregatvogel sinds 1996 als kwetsbaar op de Rode Lijst van de IUCN.